# Molino de Santa Ana
Molino de Santa Ana es una localidad del estado mexicano de Guanajuato. Es parte del municipio de Irapuato.

## Toponimia
El nombre «Santa Ana» hace referencia a la santa patrona de la localidad: Santa Ana.

## Demografía
| Gráfica de evolución demográfica |
|                                  |

| Censo | Población |
| ----- | --------- |
| 1900  | 370       |
| 1910  | 343       |
| 1921  | 256       |
| 1930  | 286       |
| 1940  | 348       |
| 1950  | 354       |
| 1960  | 450       |
| 1970  | 482       |
| 1980  | 726       |
| 1990  | 926       |
| 2000  | 974       |
| 2010  | 1 235     |
| 2020  | 1 374     |